# 884
Évszázadok: 8. század – 9. század – 10. század
Évtizedek: 830-as évek – 840-es évek – 850-es évek – 860-as évek – 870-es évek – 880-as évek – 890-es évek – 900-as évek – 910-es évek – 920-as évek – 930-as évek
Évek: 879 – 880 – 881 – 882 –  883 – 884 – 885 – 886 – 887 – 888 – 889

## Események

### Európa
- Carloman nyugati frank király az előző évi vereség után kiegyezik a Flandriát dúló vikingekkel és távozásuk fejében 12 ezer font ezüstöt fizet nekik.
- Decemberben Carloman egy vaddisznóvadászaton megsebesül (szolgája véletlenül lábon szúrja a lándzsájával), a seb elfertőződik és a király egy héttel később, 18 évesen meghal. Országát Kövér Károly császár örökli, aki így ismét (és utoljára) egyesíti a Karoling birodalmat.
- Babenberg Henrik frank őrgróf kiűzi a vikingeket Duisburgból, azok pedig a Alsó-Rajnához húzódnak vissza.
- Kövér Károly császár az osztrák őrgrófságba utazik, hogy véget vessen az ottani belháborúnak. A Dunántúlt dúló Szvatopluk morva fejedelem meghódol neki és hűségesküt tesz, cserébe megtarthatja a megszállt területeket.
- Kövér Károly békét köt III. Guidó spoletói herceggel és visszaadja neki elkobzott címeit és birtokait.
- II. Radelchis beneventói herceget öccse, Aiulf elűzi a trónról.
- Az itáliai szaracénok kifosztják Monte Cassino apátságát.
- Diego Rodríguez Porcelos kasztíliai gróf megalapítja Burgost.
- II. Æthelred merciai király meghódol Alfréd wessexi királynak és feleségül veszi annak lányát, Æthelflædet.
- Meghal I. Marinus pápa. Utódjául III. Adorjánt választják meg.

### Abbászida Kalifátus
- Meghal Ahmad ibn Túlún, Egyiptom és Szíria kormányzója, a Túlúnida dinasztia alapítója. Utóda fia, Humáravajh.

### Kína
- A Tang-dinasztia hadvezérei legyőzik a lázadó Huang Csaót, akit menekülés közben saját unokaöccse családjával együtt meggyilkol, hogy fejüket átadja a hatóságoknak. Tang Hszi-cung császár visszatér a fővárosba, Csanganba, azonban nem képes úrrá lenni a helyzeten, a hatalom a hadseregek vezetőinek és a tartományok kormányzóinak kezébe kerül, akik hamarosan harcolni kezdenek egymással.

### Japán
- A 15 éves Józei császár kezd szadista hajlamokat mutatni. Saját kezűleg végez ki elítélteket és egy alkalommal pedig szolgáira ráparancsolt hogy másszanak fel egy fára, más szolgáknak pedig lándzsákkal kellett szurkálni őket, míg lezuhantak. Fudzsivara no Motocune régens alkalmatlannak ítéli őt az uralkodásra, lemondatja és helyére apjának nagybátyját, az 55 éves Kókót ülteti. A tényleges hatalom Motocune kezében marad.

## Halálozások
- május 10. – Ahmad ibn Túlún, Egyiptom és Szíria kormányzója
- május 15. – I. Marinus, római pápa
- december 6. – II. Carloman, nyugati frank király
- Haszan ibn Zajd, zajdita emír
- Huan Csao, kínai lázadó és trónkövetelő

## Fordítás
- Ez a szócikk részben vagy egészben  a(z)   844 című angol Wikipédia-szócikk ezen változatának fordításán alapul.  Az eredeti cikk szerkesztőit annak laptörténete sorolja fel. Ez a jelzés csupán a megfogalmazás eredetét és a szerzői jogokat jelzi, nem szolgál a cikkben szereplő információk forrásmegjelöléseként.